# Jiskra Staré Město (lední hokej)
TJ Jiskra Staré Město (celým názvem: Tělovýchovná jednota Jiskra Staré Město) byl československý klub ledního hokeje, který sídlil ve Starém Městě. Založen byl v roce 1933. V sezóně 1953/54 se klub zúčastnil vůbec prvního ročníku Celostátní soutěže. Ve skupině B skončil na posledním čtvrtém místě, ale kvůli rozšíření soutěže nesestupoval. Z Celostátní soutěže klub sestoupil o sezónu později, když skončil ve skupině C opět na čtvrté příčce.

## Historické názvy
Zdroj: 
- 1933 – Staroměstský SK (Staroměstský sportovní klub)
- 1949 – Sokol Staroměstský
- 1950 – Sokol Staré Město
- 1953 – DSO Jiskra Staré Město (Dobrovolná sportovní organisace Jiskra Staré Město)
- 1957 – TJ Jiskra Staré Město (Tělovýchovná jednota Jiskra Staré Město)

## Přehled ligové účasti
Stručný přehled
Zdroj: 
- 1945–1946: Divize – sk. Východ (2. ligová úroveň v Československu)
- 1946–1949: Moravskoslezská divize – sk. B (2. ligová úroveň v Československu)
- 1949–1950: Oblastní soutěž – sk. E2 (2. ligová úroveň v Československu)
- 1950–1951: Oblastní soutěž – sk. F (2. ligová úroveň v Československu)
- 1952–1953: Přebor Gottwaldovského kraje (2. ligová úroveň v Československu)
- 1953–1954: Celostátní soutěž – sk. B (2. ligová úroveň v Československu)
- 1954–1955: Celostátní soutěž – sk. C (2. ligová úroveň v Československu)
- 1955–1956: Oblastní soutěž – sk. C (3. ligová úroveň v Československu)
- 1957–1959: Oblastní soutěž – sk. F (3. ligová úroveň v Československu)
- 1969–1970: Divize – sk. E (3. ligová úroveň v Československu)
- 1973–1974: Jihomoravský krajský přebor (5. ligová úroveň v Československu)
- 1974–1975: Divize – sk. E (3. ligová úroveň v Československu)

Jednotlivé ročníky
Zdroj: 
Legenda: ZČ - základní část, červené podbarvení - sestup, zelené podbarvení - postup, fialové podbarvení - reorganizace, změna skupiny či soutěže
| Československo (1945 – 1975) |                                |           |          |                                       |                  |
| Sezóny                       | Soutěž                         | Úroveň    | ZČ       | Play-off, nadstavba, sk. o udržení... | Poznámky         |
| 1945/46                      | Divize – sk. Východ            | 2. úroveň | 4. místo |                                       | Změna skupiny    |
| 1946/47                      | Moravskoslezská divize – sk. B | 2. úroveň | 4. místo |                                       |                  |
| 1947/48                      | Moravskoslezská divize – sk. B | 2. úroveň | –. místo |                                       | Soutěž nedohrána |
| 1948/49                      | Moravskoslezská divize – sk. B | 2. úroveň | 3. místo |                                       | Reorganizace     |
| 1949/50                      | Oblastní soutěž – sk. E2       | 2. úroveň | 2. místo |                                       | Změna skupiny    |
| 1950/51                      | Oblastní soutěž – sk. F        | 2. úroveň | 2. místo |                                       | Reorganizace     |
| ...                          |                                |           |          |                                       |                  |
| 1952/53                      | Přebor Gottwaldovského kraje   | 2. úroveň | 1. místo |                                       | Reorganizace     |
| 1953/54                      | Celostátní soutěž – sk. B      | 2. úroveň | 4. místo |                                       | Změna skupiny    |
| 1954/55                      | Celostátní soutěž – sk. C      | 2. úroveň | 4. místo |                                       | Sestup           |
| 1955/56                      | Oblastní soutěž – sk. C        | 3. úroveň | 4. místo |                                       | Sestup           |
| ...                          |                                |           |          |                                       |                  |
| 1957/58                      | Oblastní soutěž – sk. F        | 3. úroveň | 2. místo |                                       |                  |
| 1958/59                      | Oblastní soutěž – sk. F        | 3. úroveň | 6. místo |                                       | Sestup           |
| ...                          |                                |           |          |                                       |                  |
| 1969/70                      | Divize – sk. E                 | 3. úroveň | 8. místo |                                       | Sestup           |
| ...                          |                                |           |          |                                       |                  |
| 1973/74                      | Jihomoravský krajský přebor    | 5. úroveň | 1. místo |                                       | Postup           |
| 1974/75                      | Divize – sk. E                 | 4. úroveň | 6. místo |                                       | Sestup           |